# Bundesautobahn 573
Die Bundesautobahn 573 (Abkürzung: BAB 573) – Kurzform: Autobahn 573 (Abkürzung: A 573) – beginnt am Autobahndreieck Bad Neuenahr-Ahrweiler und mündet vor Bad Neuenahr in die Bundesstraße 266.
Die A 573 war ursprünglich als das südliche Endstück der A 31 geplant.